# Stéphane Mallarmé
Stéphane Mallarmé (pronunciado [stefan(ə) malaʁme]ⓘ; París, 18 de marzo de 1842-Valvins, 9 de septiembre de 1898) fue un poeta y crítico francés, uno de los grandes del siglo XIX, que representa la culminación y al mismo tiempo la superación del simbolismo francés. Fue antecedente claro de las vanguardias que marcarían los primeros años del siguiente siglo.

## Biografía
Fue bautizado con el nombre Etienne Mallarmé. Al perder a su madre en 1849, fue tutelado por sus abuelos. La muerte de su hermana María lo marcó profundamente. Estudió el bachillerato en Sens. En 1862, tras conocer a una joven alemana, Maria Gerhard, dejó su empleo para vivir con ella en Londres, con la idea de prepararse para ser profesor de inglés.
Excluido del servicio militar en 1863, se casó en Londres con María el 10 de agosto y obtuvo su acreditación para enseñar inglés. En septiembre, fue nombrado jefe de estudios en el Instituto de Tournon; en 1866 la revista Parnasse Contemporain publicó diez poemas suyos; es un año que abre un periodo fundamental para él, porque durante una estancia en Cannes en casa de su amigo y corresponsal Eugène Lefébure empieza a dudar de sus convicciones estéticas primitivas; este periodo se cierra en 1869. 
Nombrado profesor en Besançon, comienza una correspondencia con Paul Verlaine. Consiguió el traslado al liceo de Aviñón y allí conoce el movimiento Félibrige y entabla amistad con sus poetas en lengua occitana: Théodore Aubanel, Joseph Roumanille y Frédéric Mistral, con quienes además mantuvo correspondencia; en 1867 logra el ansiado traslado al liceo Fontanes de París y, establecido en la capital, abre un famoso salón o tertulia. En 1876 lo retrata Édouard Manet (cuadro ahora conservado en el Musée d'Orsay de París), en el mismo año en que da a conocer su poema L'après-midi d'un faune. Por entonces frecuenta a los poetas parnasianos Leconte de Lisle y José María de Heredia. En 1891 Paul Gauguin lo retrata en un grabado al aguafuerte y al año siguiente Whistler vuelve a retratarlo, en una litografía para su libro Vers et prose (1893). El Museo de Bellas Artes de Bilbao posee un ejemplar del grabado de Gauguin y también el citado libro con la ilustración de Whistler (edición de 1910).
Investigó el uso de la tipografía libre y el espacio en blanco en la poesía y el verso libre en su poema más audaz, Un coup de dés jamais n'abolira le hasard (Una tirada de dados jamás derogará el azar), de 1897. Al año siguiente (8 de septiembre de 1898) sufrió un fatal espasmo faríngeo mientras cocinaba espaguetis boloñesa y pidió a su ayudante y a su hija que destruyeran sus escritos diciendo: «No hay herencia literaria ahí...». A la mañana siguiente, murió.
Durante años, sus veladas literarias fueron consideradas el centro de la vida intelectual parisina. Entre otros asistentes, cabe mencionar a los poetas alemanes Stefan George y Rainer Maria Rilke, a los franceses Paul Verlaine y Paul Valéry, a los novelistas André Gide y Joris-Karl Huysmans y al lírico irlandés William Butler Yeats. Con dos amigos intercambió una caudalosa correspondencia: Henri Cazalis (conocido entre los parnasianos con el sobrenombre de Jean Lahor) y Eugène Lefébure, apasionado por la poesía y el ocultismo, que se haría muy célebre como egiptólogo. El músico del impresionismo Claude Debussy compuso en 1892 una pieza de orquesta sobre su poema La siesta de un fauno, y el también impresionista Maurice Ravel musicó poemas suyos en Trois poèmes de Stéphane Mallarmé (1913); a estos hay que agregar los compositores Darius Milhaud (Chansons bas de Stéphane Mallarmé, 1917) y Pierre Boulez (Pli selon pli, 1957–1962).
José Lezama Lima, poeta y escritor cubano estudioso y admirador de Mallarmé escribió: «...es, con Arthur Rimbaud, uno de los grandes centros de polarización poéticos, situado en el inicio de la poesía contemporánea y una de las aptitudes más enigmáticas y poderosas que existen en la historia de las imágenes. Sus páginas y el murmullo de sus timbres serán algún día alzados para ser leídos por los dioses».

## Obra

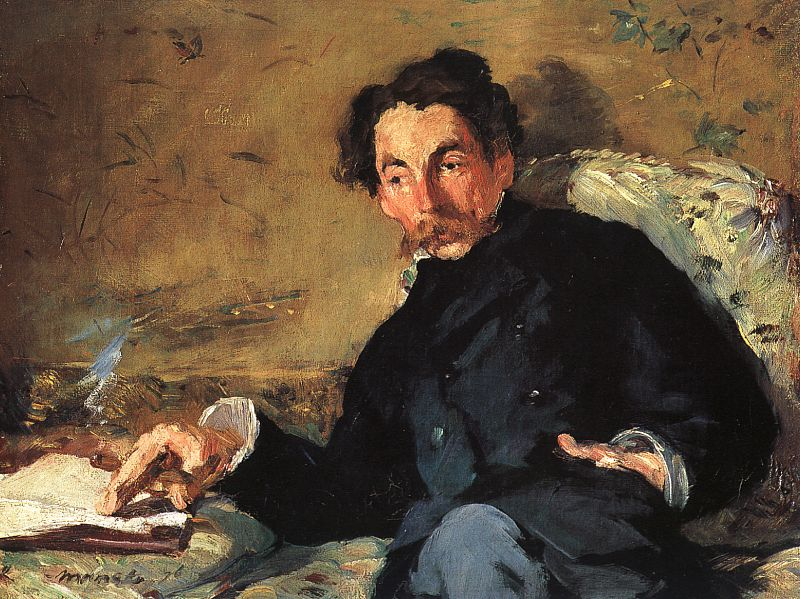
Édouard Manet, Retrato de Stéphane Mallarmé, 1876.

En un principio la obra poética de Mallarmé muestra la huella de tres contemporáneos ilustres a los que reconoció como maestros: Théophile Gautier, Théodore de Banville y, sobre todo, Charles Baudelaire. Pero pronto soltó amarras y desarrolló una obra poética tan breve como ambiciosa. El oscuro y esteticista Mallarmé inició, en la segunda mitad del siglo XIX, una renovación de la poesía cuya influencia se siente hasta nuestros días y que acabaría por trascender el simbolismo inicial hacia una estética más ambiciosa, relacionada con cierto impresionismo y el orfismo que continuarían discípulos suyos como Rainer Maria Rilke o la poesía pura de Paul Valéry. Divulgó su nueva poética a través de la tertulia que mantenía en su casa, por ejemplo la introducción del verso libre y la construcción del poema alrededor de un símbolo central.
Fue uno de los pioneros del decadentismo francés. Dueño de una sintaxis experimental, cuyo hipérbaton mezclaba construcciones inglesas y latinas, y de un ritmo y vocabulario poco comunes, Mallarmé creó poemas cerrados en sí mismos, lejos de cualquier realismo, donde el sentido proviene de las resonancias. En su poesía las sonoridades y los colores juegan un rol tan importante como los sentidos cotidianos que tienen las palabras, lo cual hace su traducción realmente difícil. Según algunos autores, Mallarmé es el creador de un impresionismo literario (escribió que su intención era «pintar no la cosa, sino el efecto que produce», por lo cual el verso no debía componerse de palabras, sino de intenciones, y todas las palabras borrarse ante la sensación). Junto con otros poetas, tales como Arthur Rimbaud, fue incluido en el libro Los poetas malditos de Paul Verlaine.

## Brisa marina
Brisa Marina (Brise Marine en francés, el idioma original en el que fue escrito) es un poema escrito por Stéphane Mallarmé en 1865 en Tournon. Está compuesto por 16 versos en rimas planas y se divide en dos partes, una de 10 versos y una de 6 versos. Apareció en Le Parnasse Contemporain en 1866 y más tarde en Poésies en 1887.
El poema de Mallarmé trata de una desilusión amorosa que seguramente le ocurrió al autor en el pasado, es por eso que comienza diciendo: «¡La carne está triste, por desgracia! y he leído todos los libros.» El leer todos los libros quiere decir que ya sabe del tema. Luego habla en presente de lo que piensa hacer ante esta situación, por ello dice que se irá y habla de un barco con velas etc. Pero él sabe que marcharse le dolerá mucho y será difícil, lo que deja ver en la siguiente parte: «Nada de lo que existe,… retendrá al corazón que ya en el mar se hunde.» Y por esto es que se extiende tanto y le da tantas vueltas, para intentar que el lector sienta lo difícil que es para él alejarse de ese amor. Por último, a pesar de lo duro que será, decide irse diciendo en su verso final: «Mi corazón, ¡escucha cómo cantan los marineros!». Por lo tanto da a entender que se va, que zarpará y que ella está enterada de la situación.
El poema está construido por la enumeración de lo que el poeta rechaza, así como por lo que sueña con lograr. Stéphane expresa el deseo de viajar, así como lo que lo detiene, su miedo a hundirse.
El poema también se refiere a la falta de inspiración del poeta y su ansiedad por las páginas en blanco. El viaje dado en el poema puede interpretarse como una metáfora de la aventura poética, un viaje espiritual que podría servir como fuente de inspiración para el poeta. De la misma manera, su miedo a hundirse podría traducirse como una fuerte ansiedad por el fracaso.

## Fragmento deIgitur
Es el sueño puro de una medianoche, desaparecida en sí misma, cuya Claridad reconocida, que permanece sola en su realización sumergida en la sombra, resume su esterilidad en la palidez de un libro abierto que la mesa ofrece; página y decorado común de la Noche, si es que aún subsiste el silencio de una antigua palabra proferida por él, en la que, volviendo, la Medianoche evoca su sombra acabada y ausente con estas palabras: Yo fui la hora que debe purificarme.

## Influencia
Stéphane Mallarmé influyó en los primeros poemas de Mario Luzi (La barca (1935) y Llegada nocturna (1940)) que estaban adscritos al  hermetismo.

## Obras
- Herodías (Hérodiade, 1864).
- La siesta de un fauno (L'après-midi d'un faune, 1865), que sirvió de inspiración a Claude Debussy para su pieza musical "Preludio a la siesta de un fauno".
- Los dioses antiguos (Les Dieux antiques, 1879).
- Álbum de versos y prosa (Álbum de vers et de prose, 1887).
- Páginas (Pages, 1891).
- Divagaciones (Divagations, 1897).
- Una tirada de dados jamás abolirá el azar (Un coup de dés jamais n'abolira le hasard, 1897), su última obra y la más experimental.

## Traducciones
El estilo de Mallarmé, particularmente difícil de trasvasar a otra lengua, exige mucho del traductor y con frecuencia ha de prescindir de la rima para poder acomodar mejor la forma, aunque Alfonso Reyes Ochoa consiguió buenos resultados con los poemas breves conservando la rima. Por el verso suelto optaron Octavio Paz, Rosa Chacel y Pilar Gómez Bedate.

## También puedes ver
- Los poetas malditos